# Grand Pacific Hotel (Suva)

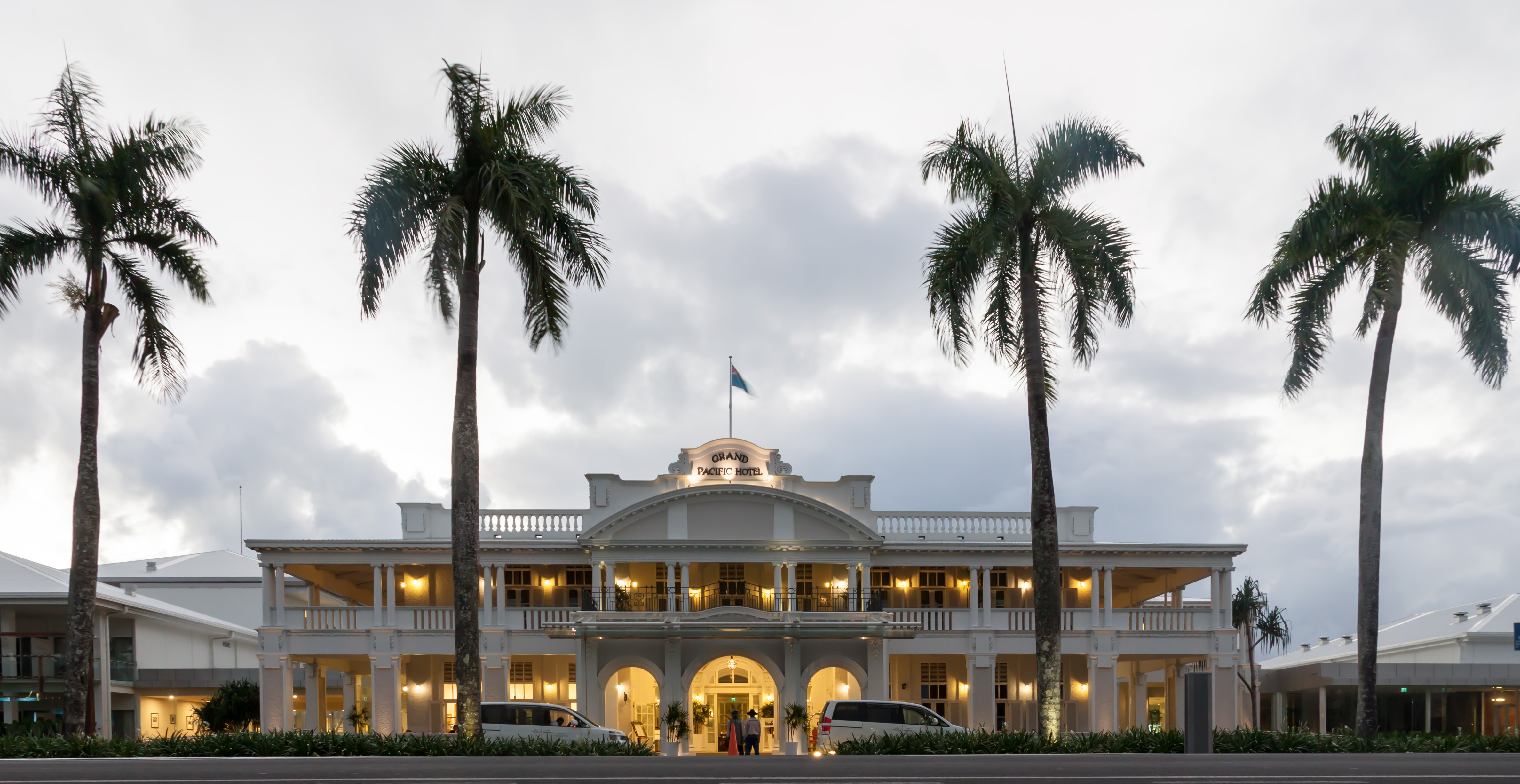
Das Grand Pacific Hotel in Suva

Das Grand Pacific Hotel (GPH) ist eines der bekanntesten Hotels in Suva, der Hauptstadt von Fidschi. Es wird auch The Grand Old Lady of Suva genannt und liegt am Hafen, gegenüber dem Parlamentsgebäude sowie dem Albert Park. Das fünf-Sterne-Hotel verfügt über 113 Zimmer sowie einen Konferenzsaal mit 600 Plätzen.

## Geschichte

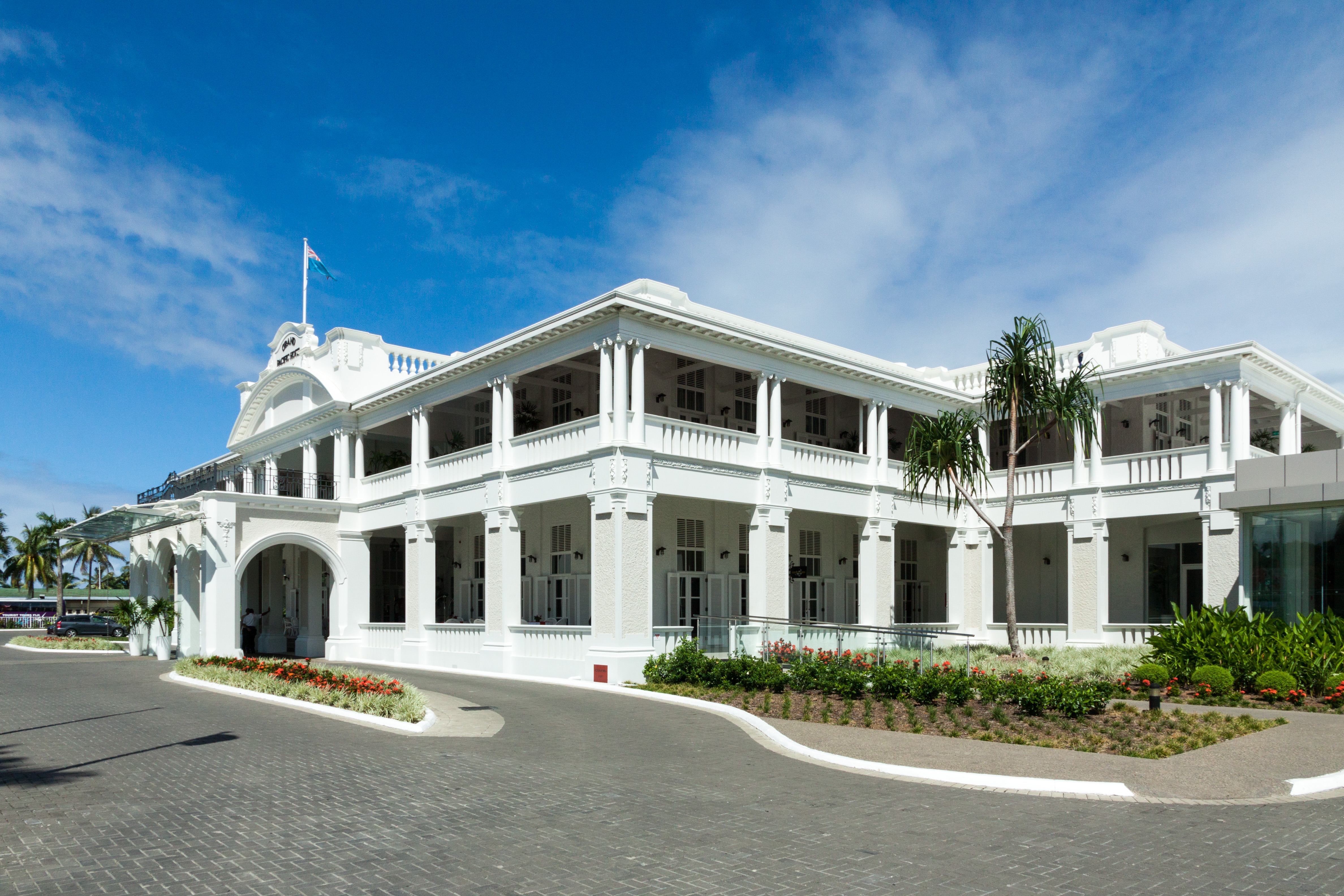
Seitenansicht

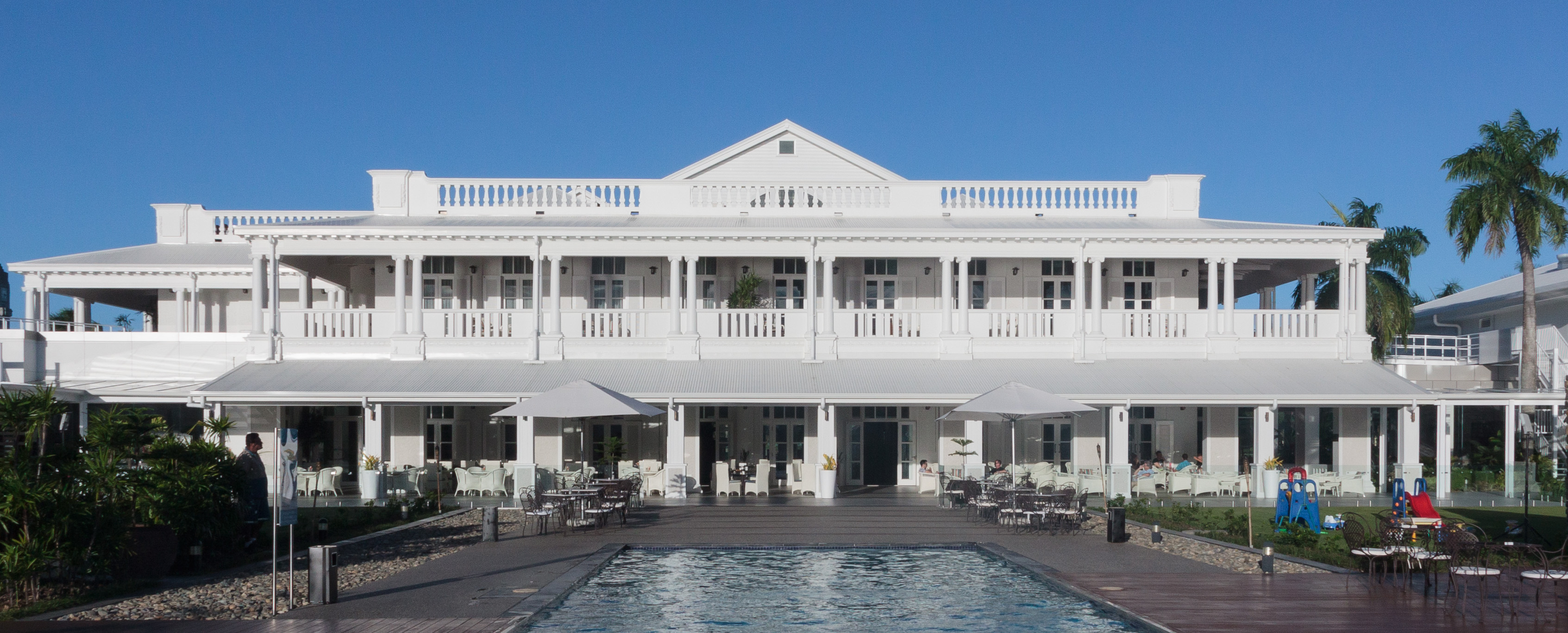
Rückansicht

Auf dem Gelände befand sich bereits vor Errichtung des GPH eine einfache Herberge, die den Namen Hotel Suva trug. Die Planungen für den Neubau des Hotels begannen im Jahre 1908. Die Union Steamship Company wollte für ihre Gäste auf der Südpazifikroute in Suva eine erstklassige Unterkunft errichten. Das Architekturbüro Salmon and Vanes aus Neuseeland gestaltete das Gebäudeensemble nach Vorbildern zeitgenössischer Kolonialarchitektur sowie dem Design von Schiffskabinen. Alles sollte so wirken, als ob die Gäste gar nicht an Land gegangen wären. Alle Zimmer lagen im ersten Obergeschoss des Gebäudes. Von dort konnten die Gäste auf eine breite Veranda gehen und das Gebäude wie auf einem Schiffsdeck umrunden. Die Ausstattung der Zimmer glich denen der Erste-Klasse-Kabinen auf den Ozeandampfern der Union Steamship Company. Die Ausstattung für die Badezimmer, die von mehreren Zimmern gemeinsam genutzt wurden, lieferte eine Firm aus dem Vereinigten Königreich. Den Bau führte die ebenfalls in Neuseeland beheimatete Firma Hall Hog and Company aus Dunedin aus.
Am 23. Mai 1914 konnte die Union Steamship Company das Hotel schließlich eröffnen. Insgesamt investierte das Unternehmen geschätzte 25.000 Neuseeland-Pfund für den Bau. Bei seiner Fertigstellung verfügte das Hotel über 35 Zimmer, einen Salon für die Damen, einen Billardraum mit zwei Tischen, einen Rauchsalon, eine Schreibstube, eine Bar sowie eine Dachterrasse. Zimmer waren seinerzeit ab 15 Schilling pro Nacht zu haben.
Im Jahre 1958 verkaufte die Union Steamship Company das Hotel an Cathay Hotels (Fidschi). Die neuen Eigentümer ließen das Gebäude von außen im Stil des Royal Hawaiian Hotels rosa anstreichen und 1960 einen Flügel an das Gebäude anbauen. Dieser war klimatisiert, verfügte über 45 Zimmer, ein großes Esszimmer und einen Nachtclub.

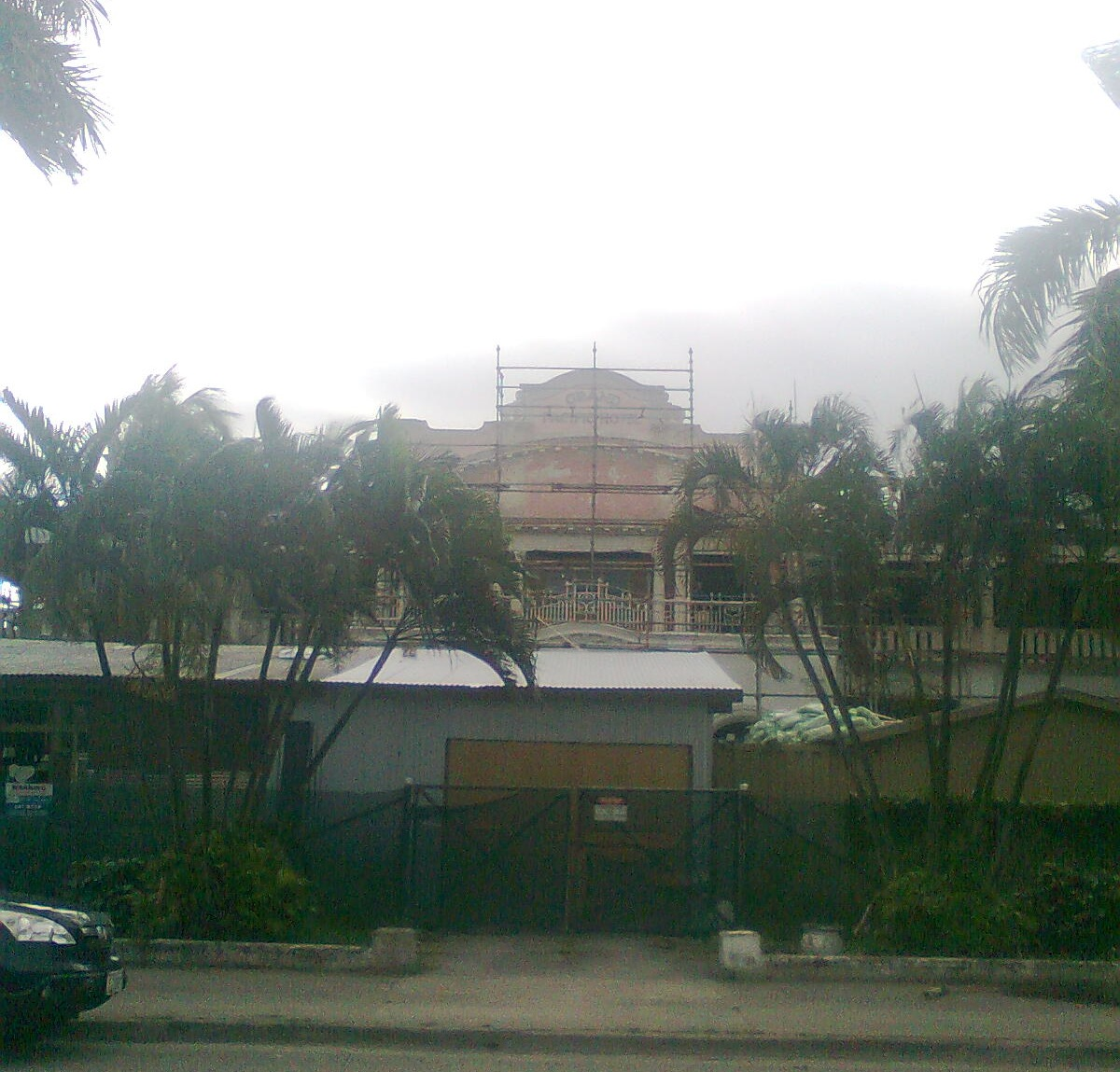
Das Hotel während der Restaurierungsarbeiten im Jahre 2012.

In den späten 1980er Jahren begann der Niedergang des Hotels. Die Eigentümer wechselten häufig. Im Jahre 1988 kaufte der Nauru Phosphate Royalties Trust das Gebäude. Den neuen Eigentümern gelang es jedoch nicht, den Niedergang aufzuhalten. Im Jahre 1992 schloss das Hotel schließlich. Danach begann auch der Verfall der Bausubstanz. Im März 2000 enteignete die Regierung von Fidschi den Nauru Phosphate Royalties Trust und übergab den Besitz an den nationalen Pensionsfonds Fidschi National Provident Fund, ohne zunächst konkrete Pläne für das Gebäude zu haben. Zwischenzeitlich diente das Gebäude sogar als Kaserne, um es vor Hausbesetzern zu schützen. Viele befürchteten den Abriss des inzwischen sehr heruntergekommenen Hotels. Schließlich unterzeichnete der Fidschi National Provident Fund im Jahre 2011 ein Joint Venture mit dem Papua-Neuguinea Superannuation Fund sowie dem ebenfalls aus Papua-Neuguinea stammenden Unternehmen Lamana Development Limited der Lamana Group. Die beiden letztern sind im Besitz von jeweils 25 Prozent der Gesellschafteranteile, während der Fidschianische Pensionsfonds 50 Prozent hält. Im November des Jahres begannen die Renovierungsarbeiten, die 2013 abgeschlossen werden konnten. Insgesamt investierten die neuen Eigentümer etwa 70 Millionen Fidschi-Dollar. Seither verfügt das fünf-Sterne-Hotel über 113 Zimmer sowie einen Konferenzsaal mit 600 Plätzen.
Im Juli 2020 übernahm die InterContinental Hotels Group die Leitung des Hotels, das nach einer Renovierung im Jahr 2022 in InterContinental Grand Pacific Hotel Suva umbenannt wird.

## Gäste
Zu den bekanntesten Gästen des Hotels gehören die australische Opernsängerin Nellie Melba, die dort 1915 und 1918 nächtigte und der australische Flugpionier Sir Charles Kingsford Smith, der 1928 beim ersten erfolgreichen Flug über den Pazifik mit seiner dreimotorigen Fokker F.VIIb-3m Southern Cross im gegenüberliegenden Albert-Park landete. Weitere bekannte Gäste des Hauses waren Don Bradman, James Michener und Burt Lancaster. Als Mitglieder des britischen Königshauses besuchten der Prince of Wales und spätere König Eduard VIII. sowie sein Bruder, der Duke of York und spätere König Georg VI. sowie dessen Tochter, Königin Elisabeth II. (1953 und 1973) das Grand Pacific. Paraden zu ihren Ehren nahmen sie vom Balkon auf der dem Albert-Park zugewandten Seite ab.

## Trivia

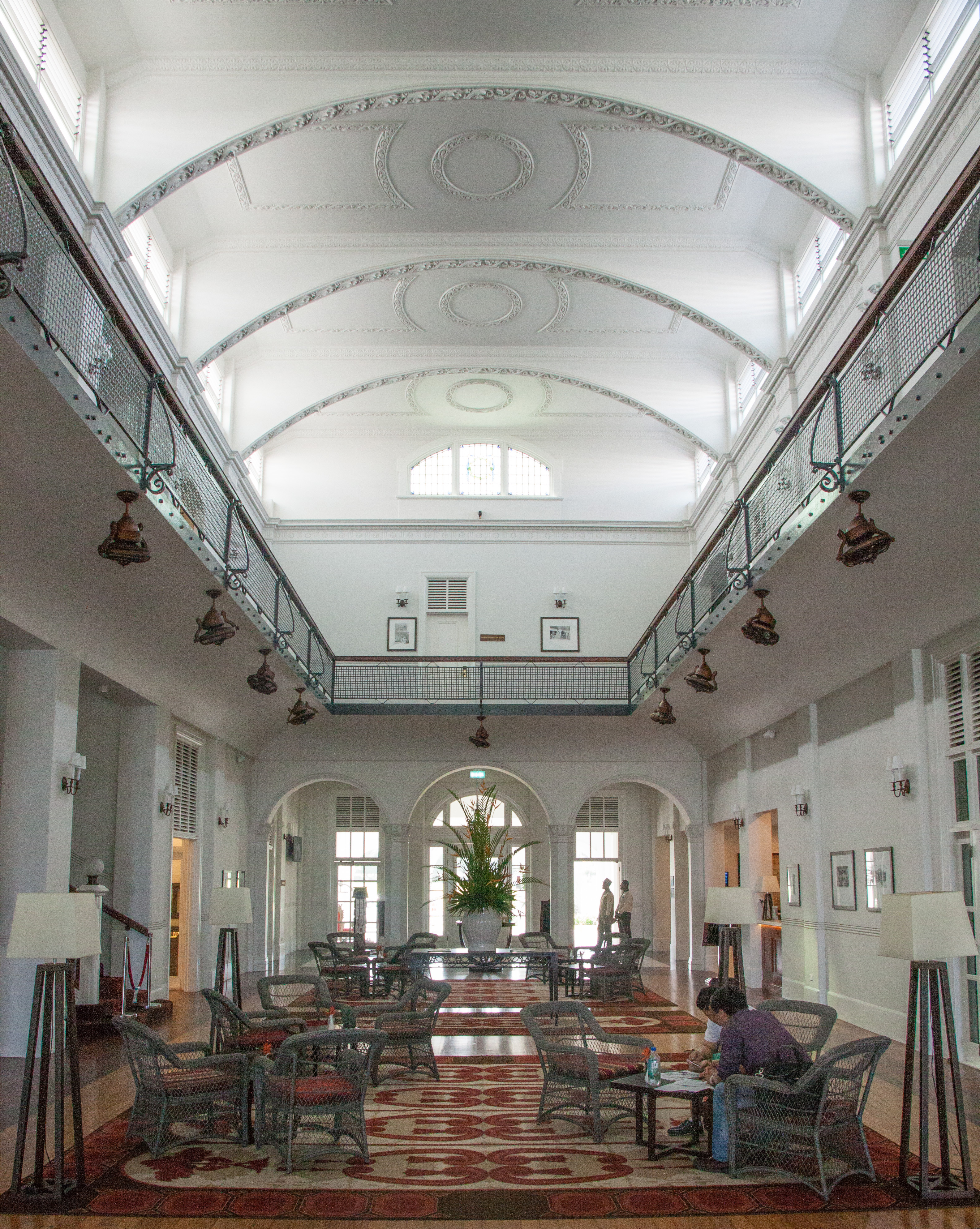
Blick in die Lobby.

Im Grand Pacific Hotel wurde eine Szene des Films Weißer Herrscher über Tonga (1954) gedreht. Darin betritt der Hauptdarsteller Burt Lancaster mit seiner Braut eine Hotelhalle.